# Jovica Tasevski - Eternijan
Jovica Tasevski — Eternijan (Skoplje, 25. jul 1976) je makedonski pesnik, esejista i književni kritičar. Diplomirao je opštu i komparativnu književnost na Filološkom fakultetu „Blaže Koneski“ (Skoplje). Član je Društva pisaca Makedonije, Britanskog pesničkog društva i Svetskog pesničkog društva. Radi u NUBU „Sv. Kliment Ohridski“ (Skoplje) i urednik je časopisa za književnost, kulturu i umetnost Stremež (Prilep). Dobio je indijsku pesničku nagradu Očaravajući pesnik, koja se daje za izuzetni doprinos savremenom pesništvu.

## Knjige
- Nešto se čuje (poezija, 1995)
- Vizije, Glagol (poezija, 1997)
- Veda (poezija, 1998)
- Postojanije, plima (kritike, eseji i studije, 2000)
- Klatno (poezija, 2001)
- Nebeske straže (poezija, 2004)
- Posoke i ogledi (kritike, eseji i studije, 2006)
- Sintaksa svetlosti (izabrane pesme, 2008)
- Ishod (poezija, 2012)

Sa Majom Apostolskom je priredio izbor iz savremene makedonske poezije sa biblijskim, religioznim i apokrifnim motivima, koji je izašao kao tematski broj (2000) u časopisu Stremež (Prilep). Sastavio je i antologiju mlade makedonske poezije Neidentifikovana nebeska dojka (2001).
Njegova poezija je zastupljena u nekoliko antologija i objavljena na više jezika.